# Aliens vs. Predator (serie di romanzi)
Aliens vs. Predator è una serie di romanzi pubblicata dalla Bantam Books che fa parte del media franchise Alien vs. Predator.

## Elenco di libri

### Novelization dei film
| Anno | Romanzo            | Autore        |
| ---- | ------------------ | ------------- |
| 2004 | Alien vs. Predator | Marc Cerasini |

### SerieAliens vs. Predator
| Anno | Romanzo                              | Autore                    | Note |
| ---- | ------------------------------------ | ------------------------- | --- |
| 1994 | Aliens vs. Predator: Prey            | Steve Perry e S. D. Perry | Novelization della serie a fumetti Aliens vs. Predator. Si tratta del primo libro della trilogia Aliens vs. Predator.         |
| 1997 | Aliens vs. Predator: Hunter's Planet | David Bischoff            | Si tratta del secondo libro della trilogia Aliens vs. Predator.                                                               |
| 1999 | Aliens vs. Predator: War             | S. D. Perry               | Novelization della serie a fumetti Aliens versus Predator: War. Si tratta del terzo libro della trilogia Aliens vs. Predator. |
| 2016 | Alien vs. Predator: Armageddon       | Tim Lebbon                | Terzo romanzo della Trilogia Rage War. È il seguito di Predator: Incursion e Alien: Invasion                                  |

### Romanzi ungheresi non ufficiali
| Anno | Romanzo                             | Autore           |
| ---- | ----------------------------------- | ---------------- |
| 1993 | Aliens vs. Predator: A Túlélõk      | Damien Forresta  |
| 1994 | Aliens vs Predator: A Kelepce       | Damien Forrestal |
| 2012 | Idegen vs. Ragadozó: Kényszerhajsza | Ren Wargner      |